# Melück Maria Blainville, die Hausprophetin aus Arabien

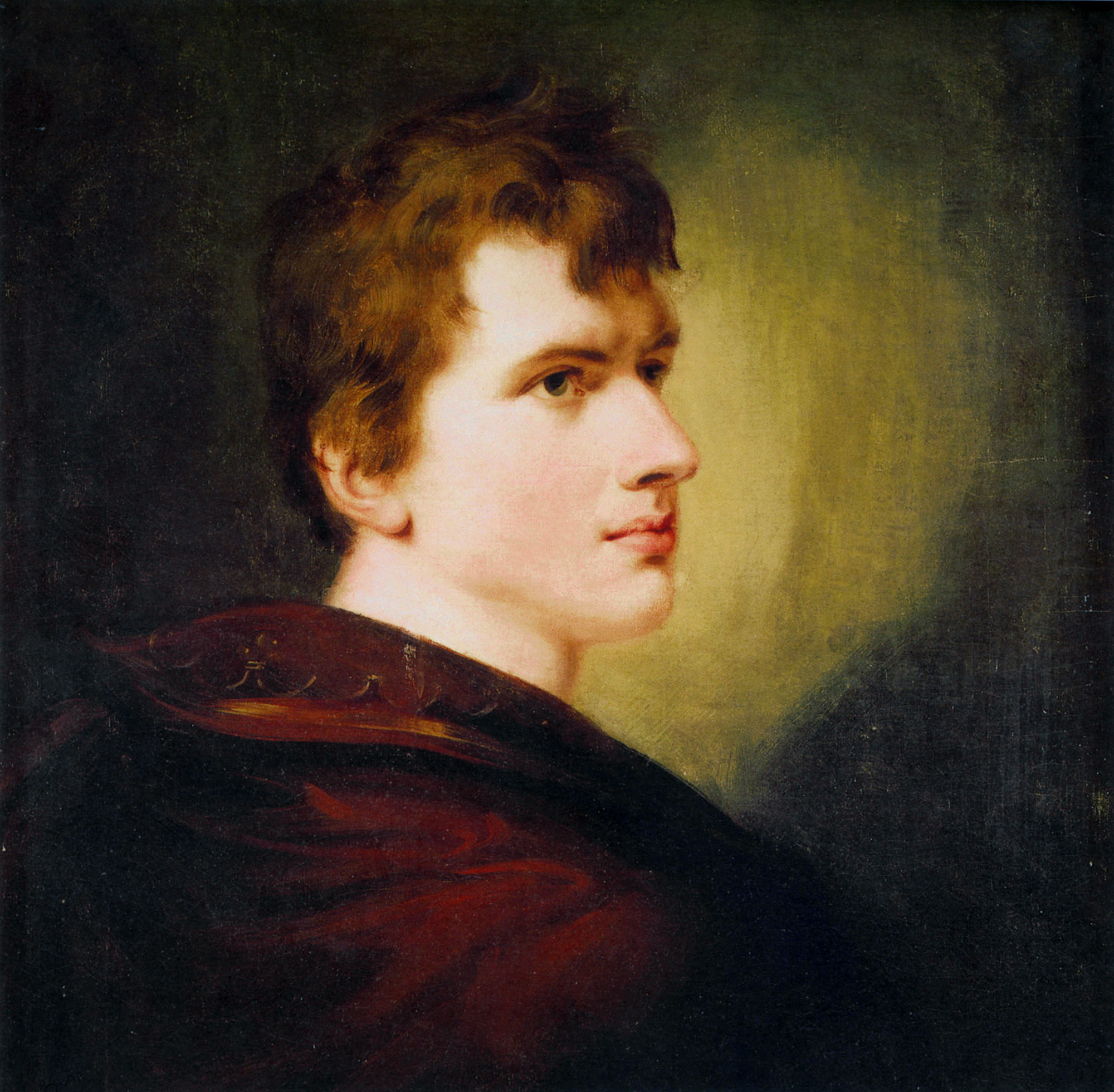
Achim von Arnim
(1781–1831)

Melück Maria Blainville, die Hausprophetin aus Arabien ist eine Erzählung von Achim von Arnim, die innerhalb der so genannten Novellensammlung von 1812 in der Realschulbuchhandlung Berlin erschien.

## Inhalt
Melück, die Tochter eines Emirs, aus dem glücklichen Arabien nach Smyrna vertrieben, gelangt als Waise auf einem türkischen Schiff in das Abendland. In Toulon gelandet, wird sie in Marseille auf den Namen Melück Maria Blainville getauft. Ihr erster Name ist arabisch, den zweiten Namen hat sie nach der Mutter Jesu und den dritten von ihrem Beichtvater. Das gelehrige Mädchen wird in Marseille Schauspielerin. Als die talentierte Melück vor einer Gesellschaft aus der „Phädra“ mit „morgendländischem Feuer“ rezitiert, findet sie im leichtsinnigen Grafen Saintree ihren Meister. Der Graf, wegen einer Liebschaft vom Hofe verbannt, zerstreut sich fortan mit Melück in Marseille. Das Mädchen muss nicht nur die rezitatorische Überlegenheit des leichtlebigen Herren anerkennen; sie verliebt sich auch in ihn. Als sich Saintree in Melücks Wohnung aufhält, legt er seinen Lieblingsrock von blauer Seide ab und hängt das Kleidungsstück einer Gliederpuppe um. Die Puppe verschränkt die Arme über der Brust und gibt das Kleidungsstück nicht mehr her. Das Paar ist erstaunt. Der Graf übernachtet. Melück versagt ihm nichts. Einen Monat nach Beginn der Liaison meldet Saintrees Braut Mathilde, der König habe ihm verziehen. Jedoch werde der Graf bei Hofe nicht mehr geduldet. Seine Untreue reut Saintree. Er heiratet die sanfte Mathilde und lebt mit ihr in Marseille. Melück verzweifelt. Ohne den Grafen kann sie nicht mehr sein. Mathilde zittert vor Eifersucht, als sie von der Liebschaft des Gatten erfährt. Saintree indes kränkelt, magert ab und klagt über Herzschmerzen. Ein kluger Arzt, des Grafen geliebter Schulkamerad, hat die Erklärung. Saintree ist der herzfressenden Zauberin Melück in die Hände gefallen. Der hilfsbereite Freund eilt zu Melück. Inzwischen ist die Puppe durch Melücks Bildnertalent getreues Abbild des Grafen geworden. Melück greift ein. Die furchtbare Kleiderpuppe gibt den blauen Rock endlich frei. Melück will in Saintrees Nähe sein. Sein Herz kann der Graf allerdings nicht wiederbekommen. Das ist mittlerweile in Melück. Saintree trägt seinen blauen Rock fortan Tag und Nacht. So wird er wieder gesund. Melück zieht um. Sie lebt beim Grafen, verwaltet dessen Hauswesen und leitet das Gesinde mit „durchdringendem beweglichen Blick“ an. Mathilde gebiert dem Gatten ein Kind nach dem andern. Jedes hat eine „besondre Ähnlichkeit mit“ Melück. Die beiden Frauen des Grafen sind glücklich. „Oft rühmte Melück scherzend ihr Glück, ohne den Schmerz, der seit dem Sündenfalle mit den Mutterfreuden verbunden, Mutter geworden zu sein, und Mathilde fand diese morgenländischen Augen und langen Augenwimpern ihrer Kinder so reizend, daß sie das Rätselhafte darin vergaß und dagegen ihre Freundin in ihren Kindern zärtlicher lieben lernte.“
Als die Revolution den Süden Frankreichs erreicht, sagt Melück „die Vernichtung alles Adels“ und auch ihr eigenes Ende voraus. Saintree überhört die Warnung. Er kann und will die geliebte Heimat nicht verlassen. So erfüllt sich die Prophezeiung. Während das aufgebrachte Volk das Schloss einnimmt, kommt der Graf ums Leben und Melück wird von einem Mordknecht erstochen. Zuvor hatte Melück die schwangere Mathilde versteckt, sich als die Gräfin verkleidet und war – verkannt – zum Richtplatz geschleppt worden. Der Arzt bringt Mathilde „mit ihren schönen morgenländischen Kindern“ in die Schweiz. Nach der Revolution erhält Mathilde ihre Güter zurück.

## Rezeption
- Görres[5] schreibt am 10. Juni 1812 an Arnim, „Die Araberin ist sehr gut,...“. Im selben Atemzug bemängelt er die Formschwäche der Erzählung.
- Varnhagen von Ense[6] schreibt 1833: „Die Hausprophetin von Arabien giebt... manchen guten Einblick in die Wirkungen gesellschaftlicher wie innerer Zustände.“
- Herwegh[7] schreibt am 6. Dezember 1839, die Novelle sei „durchweg abstoßend“. Zudem lehnt er eine „gewöhnliche Puppe“ als „Trägerin des Schicksals“ nachdrücklich ab.
- Die Französische Revolution habe in Arnim tiefen Eindruck hinterlassen. Dafür gäbe die Erzählung Zeugnis.[8]
- Arnim greife den Stoff des Graf von Gleichen[9] auf.[10]
- Moering[11], Riley[12], Schulz[13] und Schier[14] wissen, was sich dem Leser aus dem Kontext nicht erschließt[15]: Melücks Geschichte wird auf einem Boot erzählt, das auf dem Rhein fährt und am Ende der Erzählung bei Winkel (Rheingau) an der Stelle anlegt, wo sich die Günderode am 26. Juli 1806 erstach.[16]

### Ausgaben
- Renate Moering (Hrsg.): Achim von Arnim. Sämtliche Erzählungen 1802–1817. Bd. 3, S. 745–777 in: Roswitha Burwick (Hrsg.), Jürgen Knaack (Hrsg.), Paul Michael Lützeler (Hrsg.), Renate Moering (Hrsg.), Ulfert Ricklefs (Hrsg.), Hermann F. Weiss (Hrsg.): Achim von Arnim. Werke in sechs Bänden. 1398 Seiten. Deutscher Klassiker Verlag, Frankfurt am Main 1990 (1. Aufl.), ISBN 3-618-60030-5
- Gisela Henckmann (Hrsg.): Achim von Arnim: Erzählungen (Mistris Lee – Isabella von Ägypten, Kaiser Karl des Fünften erste Jugendliebe – Melück Maria Blainville, die Hausprophetin aus Arabien – Der tolle Invalide auf dem Fort Ratonneau – Die Majoratsherren – Owen Tudor – Raphael und seine Nachbarinnen). 384 Seiten. Reclams Universal-Bibliothek 1505, Stuttgart 1991, ISBN 978-3-15-001505-6

### Zitierte Textausgabe
- Achim von Arnim: Melück Maria Blainville, die Hausprophetin aus Arabien. (Eine Anekdote). S. 164–195 in Alfred Schier (Hrsg.): Arnims Werke. Kritisch durchgesehene und erläuterte Ausgabe. Zweiter Band. Erzählungen 428 Seiten, Fraktur. Bibliographisches Institut Leipzig und Wien 1925. Textgrundlage: Ludwig Achim’s von Arnim Sämmtliche Werke. Neue Ausgabe. Band 1, S. 189–238. Berlin 1853